# Alis Guggenheim
Alis Guggenheim (* 8. März 1896 in Lengnau; † 2. September 1958 in Zürich) war eine Schweizer Bildhauerin und Malerin.

## Leben und Werk
Alis Guggenheim war die Tochter des Moses Guggenheim, eines Viehhändlers und Vorstehers der jüdischen Gemeinde Lengnau. 
Im Jahr 1916 eröffnete sie in Zürich einen Modesalon, genannt Salon des Modes. Sie lernte einen russischen Studenten und Kommunisten namens Mischa Berson kennen, mit dem sie Anfang 1919 in die Sowjetunion reiste. Dort arbeitete sie als Schneiderin und wurde Mitglied der Kommunistischen Partei der Sowjetunion. 1920 gebar sie ihre Tochter Ruth (Ruth Guggenheim Heussler 1920–2009). Sie war die Mutter von Olivia Heussler.
Nach dem Scheitern der Beziehung zu Berson kehrte Alis Guggenheim wieder in die Schweiz zurück. Sie eröffnete ihren Salon wieder und trat in die Kommunistische Partei der Schweiz ein. Zu ihren Bekannten in Zürich zählten unter anderen Richard Paul Lohse, Karl Geiser, Max Bill, Albert Ehrismann und Max Raphael.
1924 funktionierte Alis Guggenheim ihren Modesalon zum Atelier um und begann als Bildhauerin zu arbeiten. Zudem beteiligte sie sich an ersten Ausstellungen. 1928 stellt sie an der Schweizerischen Ausstellung für Frauenarbeit (SAFFA) ihre erste grosse Aktplastik Frau (1928) aus. Im Jahr 1942 zog sie nach Muzzano im Kanton Tessin. Dort pflegte sie die Freundschaft zu Lisa Tetzner und Kurt Held. 1954 erhielt Alis Guggenheim den Kunstpreis des Schweizerischen Israelitischen Gemeindebundes und hatte darauf ihre erste Einzelausstellung im Strauhof in Zürich, wodurch sie finanziell unabhängig wurde. Ihre Werke wurden von Stadt, Kanton und Bund gekauft. Bekannt wurde sie vor allem durch ihre Bilder. 
Ihre Werke sind Teil der Sammlungen des Aargauer Kunsthauses in Aarau, des Jüdischen Museum der Schweiz in Basel des Israel Museum in Jerusalem, der Kunstsammlung der Stadt Zürich und der Kunstsammlung des Kantons Zürich.